# 安娜玛丽亚 (佛罗里达州)
安娜玛丽亚（英語：Anna Maria），是美国佛罗里达州馬納提縣下属的一座城市。建立于1923年。面积约为2.5平方公里（约合1平方英里）。根据2010年美国人口普查，该市有人口1,503人。论人口在本州排行第309。